# السنیگ
السنیگ (به آلمانی: Elsnig) یک شهر در آلمان است که در نوردزاکسن واقع شده‌است. السنیگ ۱٬۶۷۴ نفر جمعیت دارد.